# 盖龙
盖龙（法語：Guéron，法語發音：[ɡeʁɔ̃] ⓘ）是法国卡尔瓦多斯省的一个市镇，属于巴约区。

## 地理
盖龙（49°14'57"N, 0°42'45"W）面积5.27 平方千米，位于法国诺曼底大区卡爾瓦多斯省，该省份为法国西北部沿海省份，北濒大西洋英吉利海峡，东北与滨海塞纳省以海上边界相接，东临厄尔省，南至奧恩省，西与芒什省接壤。
与盖龙接壤的市镇（或旧市镇、城区）包括：阿尔冈希、巴约、埃隆、贝桑地区蒙索、圣卢奥尔、叙布勒。

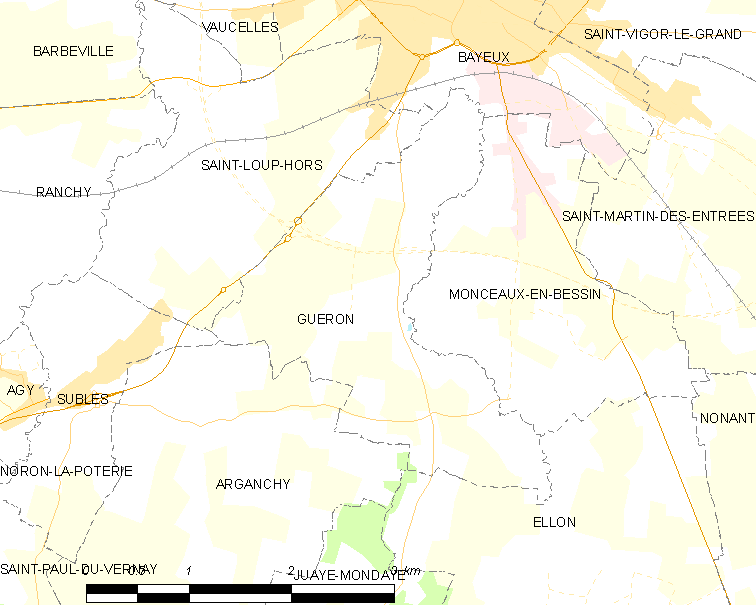
盖龙的OSM定位图

盖龙的时区为UTC+01:00、UTC+02:00（夏令时）。

## 行政
盖龙的邮政编码为14400，INSEE市镇编码为14322。

## 政治
盖龙所属的省级选区为巴约县。

## 人口

1962-2008年间盖龙人口变化图示

盖龙于2022年1月1日时的人口数量为245人。